# Hopsin
Ма́ркус Хо́псон  (англ. Marcus Hopson; 18 июля 1985, Лос-Анджелес, Калифорния, США), известный под псевдонимом Hopsin является американским рэпером, музыкальным продюсером и актером. Являлся артистом лейбла Ruthless Records, но после выпуска своего первого сольного альбома Gazing at the Moonlight разорвал отношения с данной звукозаписывающей компанией. Сам Хопсин объяснил это тем, что владелец лейбла, вдова рэпера Eazy-E, Томика Райт не имела представления о маркетинге и пиаре артиста. В том же 2009 году рэпер организовал свой лейбл под названием Funk Volume, на котором на данный момент он выпустил свой второй сольный альбом RAW и совместную пластинку с рэпером SwizZz под названием Haywire. В ноябре 2011 года выпустил ещё один альбом под названием Knock Madness.

## Карьера
В 2004 году Маркус бросил школу, чтобы заняться рэп-карьерой. В 2005 он записал свой первый сольный альбом Gazing at the Moonlight, но выпустил его только в 2009 году на лейбле Ruthless Records. Из-за бездействия лейбла альбом не получил внимания публики. После данной ситуации Hopsin открыл свой лейбл под названием Funk Volume, на который на данный момент подписаны такие артисты, как SwizZz, Dizzy Wright, DJ Hoppa и Jarren Benton. В 2010 Hopsin выпустил свой второй сольный под названием RAW. В отличие от предыдущего релиза, вторая пластинка получила своё: клип на первый сингл «Sag My Pants» получил бешеную популярность на просторах YouTube, а видеоклип на трек Ill Mind Of Hopsin 5 за первый месяц набрал более 10,000,000 просмотров. Что касается коммерческого успеха, то RAW достиг отметки в 100,000 проданных компакт-дисков за первый месяц продаж.
В 2011 году при участии Хопсона и B.o.B у рэпера Tech N9ne вышел сингл Am I A Psycho.
В декабре 2014 года Hopsin заявил, что бросает карьеру рэпера и переписывает часть прав на лейбл Funk Volume своему бизнес-партнеру. 25 декабря он заявил, что вся шумиха об уходе была пиар-ходом, и что он готовит новый альбом Pound Syndrome который выйдет в 2015 году.
В 2016 году Хопсон покидает свой же лейбл Funk Volume ввиду разногласий с менеджером и сооснователем лейбла Дэмиеном Риттером. После этого он основал другой лейбл под названием Undercover Prodigy и уже записал несколько треков на нём.

## Дискография
- 2009: Gazing at the Moonlight
- 2009: Haywire (альбом Хопсина и SwizZz)
- 2010: RAW (альбом Хопсина)
- 2011: RAW 2.0 (микстейп Хопсина)
- 2013: Knock Madness
- 2015: Pound Syndrome
- 2017: No Shame